# Parachute (Colorado)
Parachute is een plaats (town) in de Amerikaanse staat Colorado, en valt bestuurlijk gezien onder Garfield County.

## Demografie
Bij de volkstelling in 2000 werd het aantal inwoners vastgesteld op 1006.
In 2006 is het aantal inwoners door het United States Census Bureau geschat op 1189, een stijging van 183 (18,2%).

## Geografie
Volgens het United States Census Bureau beslaat de plaats een oppervlakte van
3,2 km², waarvan 3,1 km² land en 0,1 km² water. Parachute ligt op ongeveer 1673 m boven zeeniveau.

## Plaatsen in de nabije omgeving
De onderstaande figuur toont nabijgelegen plaatsen in een straal van 40 km rond Parachute.